# إبراهيم رئيسي
آية الله السيد إبراهيم رئيس الساداتي المعروف باسم إبراهيم رئيسي أو آية الله رئيسي (14 ديسمبر 1960 - 19 مايو 2024) سياسي إيراني، وهو الرئيسُ الإيراني الثامن من 3 أغسطس 2021 خلفًا لحسن روحاني حتى وفاته، والنائبُ الأول لرئيس مجلس خبراء القيادة، والرئيسُ السابق للسلطة القضائية في إيران، عيَّنه في هذا المنصب المرشدُ الإيراني علي خامنئي في 7 مارس 2019، وبقي على رأس تلك السلطة حتى 1 يوليو 2021. تولَّى رئيسي منذ الثورة الإيرانية مناصبَ مهمَّة في السلك القضائي لبلاده؛ ففي عام 1985م تولَّى منصبَ نائب المدَّعي العام في طِهران، وفي عام 1989 منصبَ المدَّعي العام للثورة الإسلامية في طِهران، ورئيس مؤسسة المتابعة والتفتيش العامَّة. ثم انتُخب في مجلس الخبراء ممثلًا عن محافظة خراسان الرضوية. وشغل منصبَ نائب رئيس السلطة القضائية، من عام 2004 حتى 2014. وفي عام 2016 عيَّنه المرشد علي خامنئي على رأس مؤسسة العتبة الرضوية المقدَّسة. وعُيِّن في منصب المدَّعي العام في البلاد.
في 6 أبريل 2017، أعلن رئيسي ترشُّحه للانتخابات الرئاسية في إيران. وخسر في السباق الانتخابي أمام حسن روحاني الذي فاز بولاية ثانية.
رُشِّح مرَّة أُخرى في الانتخابات الرئاسية الإيرانية عام 2021، التي وُصِفت بأنها مُهندسة سلفًا لإيصالهِ إلى الرئاسة، بعد أن استَبعَد مجلس صيانة الدستور جميعَ منافسيه الحقيقيين من الانتخابات، وقد أُعلن فوزُه في 19 يونيو 2021، بنسبة 61.95% من أصوات الناخبين المشاركين و29.77% من أصوات الناخبين المسجَّلين، ليصبحَ الرئيسَ الإيراني الثامن المنتخَب منذ قيام نظام الجمهورية الإسلامية.
في يوم 19 مايو 2024، لقي رئيسي حَتفَه بتحطُّم طائرة مِروحية كان تُقِلُّه في رحلة جويَّة مع عدد من المسؤولين منهم وزيرُ الخارجية حسين عبد اللهيان، وعُثر على حُطامها في ورزقان، بأذربيجان الشرقيَّة شمال غربي إيران. ويعد رئيسي ثاني رئيس إيراني يُقتَل إثر حادث أثناء توليه منصبه، بعد رئيس جمهورية إيران الإسلامية الثاني محمد علي رجائي الذي اغتيل عام 1981 بتفجير مكتبه.

## ولادته وتحصيله
ولد إبراهيم رئيسي في حي نوغان بمدينة مشهد، في 14 ديسمبر 1960 لأسرة متدينة. وقد كان والده وجدُّه لوالدته من علماء مدينة مشهد. أكمل دراسته الابتدائية في مدرسة جوادية بمشهد. ثم التحق بالحوزة العلمية في مشهد، وبعد أن أتم مرحلة المقدمات توجه إلى مدينة قم، وهو في الخامسة عشرة من عمره. درس رئيسي على يد علماء كبار كآيات الله علي مشكيني، ونوري الهمداني وفاضل لنكراني. كما حضر أبحاث الخارج في الفقه والأصول عند آية الله علي خامنئي، وآية الله مجتبى الطِهراني، وآية الله المرعشي النجفي.
لم يكتفِ رئيسي بالتحصيل الديني، فواصل أيضًا دراسته الجامعية التخصصية في جامعة الشهيد مطهري، حتى نال درجة الماجستير في الحقوق الدَّولية، ودرجة الدكتوراه في فرع «الفقه والمبادئ قسم الحقوق الخاصة». ثم بدأ بإلقاء الدروس في الوسطين الحوزي والجامعي.

## حياته الشخصية
رئيسي متزوِّج جميلة علم الهدى، ابنة الإمام أحمد علم الهدى. وهي أستاذة في جامعة شهيد بهشتي في طِهران ورئيسة معهد جامعة الدراسات الأساسية للعلوم والتكنولوجيا. لديهما ابنتان وحفيدان. درست إحدى ابنتيهما في جامعة شريف التكنولوجية والأُخرى في جامعة طِهران.

## مناصبه
شغل إبراهيم رئيسي عدَّة مناصبَ في الجمهورية الإسلامية الإيرانية؛ ففي عام 1980 أصبح المدَّعي العام لمدينة كرج غرب طِهران، وبعد خمس سنوات تولى منصبَ نائب المدَّعي العام في العاصمة طِهران. وفي عام 1988 كلّفه الإمام الخميني مؤسس الجمهورية الإسلامية، النظرَ في ملفات قضائية مهمة تتعلَّق بالإرهاب، المتمثل حينئذ في حزب توده، وجماعة مجاهدي خلق، في بعض المحافظات مثل لرستان وسمنان وكرمانشاه.
بعد رحيل الإمام الخميني عام 1989 عُين رئيسي في منصب المدَّعي العام بطِهران بأمر من رئيس السلطة القضائية آنذاك، محمد يزدي، فبقي في هذا المنصب حتى عام 1994. ثم تولى منصبَ رئاسة دائرة التفتيش العامَّة وبقي في هذه المهمَّة حتى عام 2004.
شغل رئيسي بين 2004 و2014 منصبَ النائب الأول لرئيس السلطة القضائية في الدورة الثانية لرئاسة محمود الهاشمي الشاهرودي، والدورة الأولى من رئاسة صادق لاريجاني، ثم بات مدَّعيًا عامًّا لكل البلاد بين 2015 و2017. ورَأَسَ أيضًا المحكمة الخاصة برجال الدين منذ عام 2012. وبقي رئيسي منذ عام 2007 عضوًا في مجلس خبراء القيادة، وواحدًا من أحدَ عشرَ عضوًا يؤلفون لجنة تعيين القائد الأعلى الإيراني.
وفي عام 2016 عيَّنه مرشد الثورة علي خامنئي رئيسًا لمؤسسة العتبة الرضوية المقدَّسة خلفًا لعباس واعظ طبسي، وبذلك أصبح وصيًّا على إحدى أغنى المنظمات الدينية في العالم الإسلامي، التي تتكفل بإدارة أهم المَزارات الدينية في إيران.
وفي 7 مارس 2019 أصدر آية الله علي خامنئي أمر تعينه رئيسًا للسلطة القضائية الإيرانية، ليحلَّ محلَّ صادق لاريجاني الذي احتفظ بالمنصب نحو عشرة أعوام. يبقى رئيسُ السلطة القضائية في إيران في منصبه مدَّة خمس سنوات ويمكن للقائد الإيراني أن يعينه لمُدَّة أُخرى مماثلة. بعد انتخابه رئيسًا للجمهورية، عُيِّن نائبُه الأول غلام حسين محسني إيجائي في 1 يوليو 2021 خلفًا له على رأس السلطة القضائية.

## الانتخابات الرئاسية

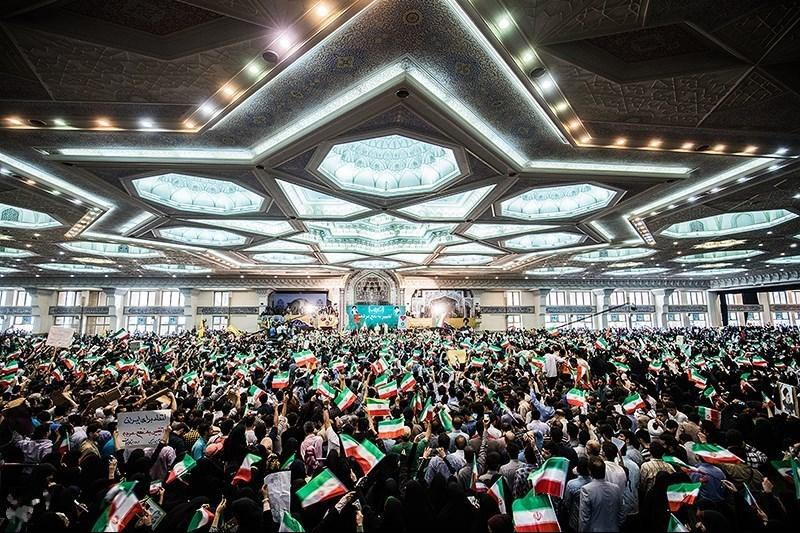
تجمع أنصار المرشح إبراهيم رئيسي في مصلى طِهران.

### 2017
في فبراير 2017 رُشِّحَ إبراهيم رئيسي في مؤتمر الجبهة الشعبية لقوى الثورة الإسلامية. وقد دعمَت ترشيحه جبهة ثبات الثورة الإسلامية. وفي 6 أبريل أصدر رئيسي بيانًا أعلن فيه ترشُّحَه رسميًّا للانتخابات، مشيرًا إلى أنها «مسؤولية دينية وثورية». وقال في البيان: «إن الحلَّ الرئيس لمشكلاتنا هو تغييرٌ جذري في الإدارة التنفيذية للبلاد، وإنشاء حكومة قادرة على محاربة الفقر والفساد». وفي 14 أبريل 2017 حضر إبراهيم رئيسي إلى مقرِّ لجنة الانتخابات بوِزارة الداخلية، وسجَّل ترشيحه لخوض الانتخابات.
في 15 مايو 2017، أعلن المرشَّح المحافظ محمد باقر قاليباف انسحابه من سباق الرئاسة لمصلحة رئيسي. وشارك مع رئيسي في المهرجان الانتخابي الثنائي في طِهران الذي شارك فيه الآلاف من أنصارهما.
لم يحصُد رئيسي أصواتًا كافية أمام منافسه حسن روحاني مع أنه حصل على ما يُقارب 16 مليون صوت في حملته، أي 38.30٪ من الأصوات. وفاز حسن روحاني بولاية ثانية.

### 2021
في 15 مايو 2021 قدَّم إبراهيم رئيسي طلب الترشُّح للانتخابات الرئاسية الثالثة عشرة في إيران. وفي 25 مايو وافقَ مجلس صيانة الدستور على ترشيحه مع 6 أشخاص آخرين لخوض الانتخابات الرئاسية، وهم: سعيد جليلي، ومحسن رضائي، وعبد الناصر همتي، وأمير حسين قاضي زاده، وعلي رضا زاكاني، ومحسن مهر علي زاده. وأعلن مجلسُ تحالف قوى الثورة الإسلامية، وجبهة ثبات الثورة الإسلامية، ومجلس وحدة الأصوليين، وتحالف الوحدة الوطنية، دعمَهم رسميًّا لإبراهیم رئيسي.
أشارت وسائلُ إعلام إيرانية ودَولية إلى أن مجلس صيانة الدستور قد عبَّد الطريق أمام رئيسي للوصول إلى سُدَّة الرئاسة، بعد أن أزاح كل منافسيه الحقيقيين من الانتخابات، برفض أهليَّتهم، ومنهم رئيسُ مجلس الشورى الإسلامي السابق علي لاريجاني، والرئيس الإيراني السابق محمود أحمدي نجاد الذي وصف الانتخابات بالمُهندَسة سلفًا، والذي أعلن مقاطعتَه لها؛ مشاركةً ودعمًا وتصويتًا، وغيرهما من الشخصيات السياسية البارزة في إيران. ووُصِف المرشَّحون الذين نافسوه بأنهم شكليون مدفوعون لإعطاء شرعية للانتخابات التي اقتصرت على مخاطبة الأصوليين الإيرانيين، بعد أن استُبعِد مرشَّحو التيار الإصلاحي من الانتخابات. ووُصفت هذه الانتخابات بالأقل زخَمًا والأقل إقبالًا جماهيريًّا بعد دعَوات لمقاطعتها والامتناع عن التصويت، وهو ما أدّى إلى تمديد وقت الاقتراع ثلاث مرَّات حتى الساعة الثانية من صباح يوم السبت بالتوقيت المحلِّي (21:30 بتوقيت غرينتش ليل الجمعة) بسبب ضعف الإقبال على الانتخابات. أُعلنَ في صباح يوم السبت 19 يونيو 2021، فوزُ إبراهيم رئيسي بالانتخابات بعد حصوله على 17,926,345 صوت بنسبة مقدارها 61.95% من أصوات الناخبين المشاركين و29.77% من أصوات الناخبين المسجِّلين، ليصبحَ في إثر ذلك الرئيسَ الإيراني الثامن المنتخَب منذ قيام نظام الجمهورية الإسلامية، بنسبة مشاركة شعبية بلغت 48.8% بحسَب الأرقام الرسمية، وأُقيمت مراسمُ تنصيبه رئيسًا في 5 أغسطس 2021.

## نتائجه الانتخابية
النتائج التي حصل عليها إبراهيم رئيسي في انتخابات مجلس خبراء القيادة وانتخابات الرئاسة الجمهورية هي:
| عام  | انتخابات     | عدد الأصوات | %      | المرتبة | النتائج |
| ---- | ------------ | ----------- | ------ | ------- | ------- |
| 2006 | مجلس الخبراء | 200,906     | 68.6%  | 1       | فاز     |
| 2016 | مجلس الخبراء | 325,139     | 80.0%  | 1       | فاز     |
| 2017 | الرئاسة      | 15,786,449  | 39.71% | 2       | لم يفز  |
| 2021 | الرئاسة      | 17,926,345  | 61.95٪ | 1       | فاز     |

## وفاته

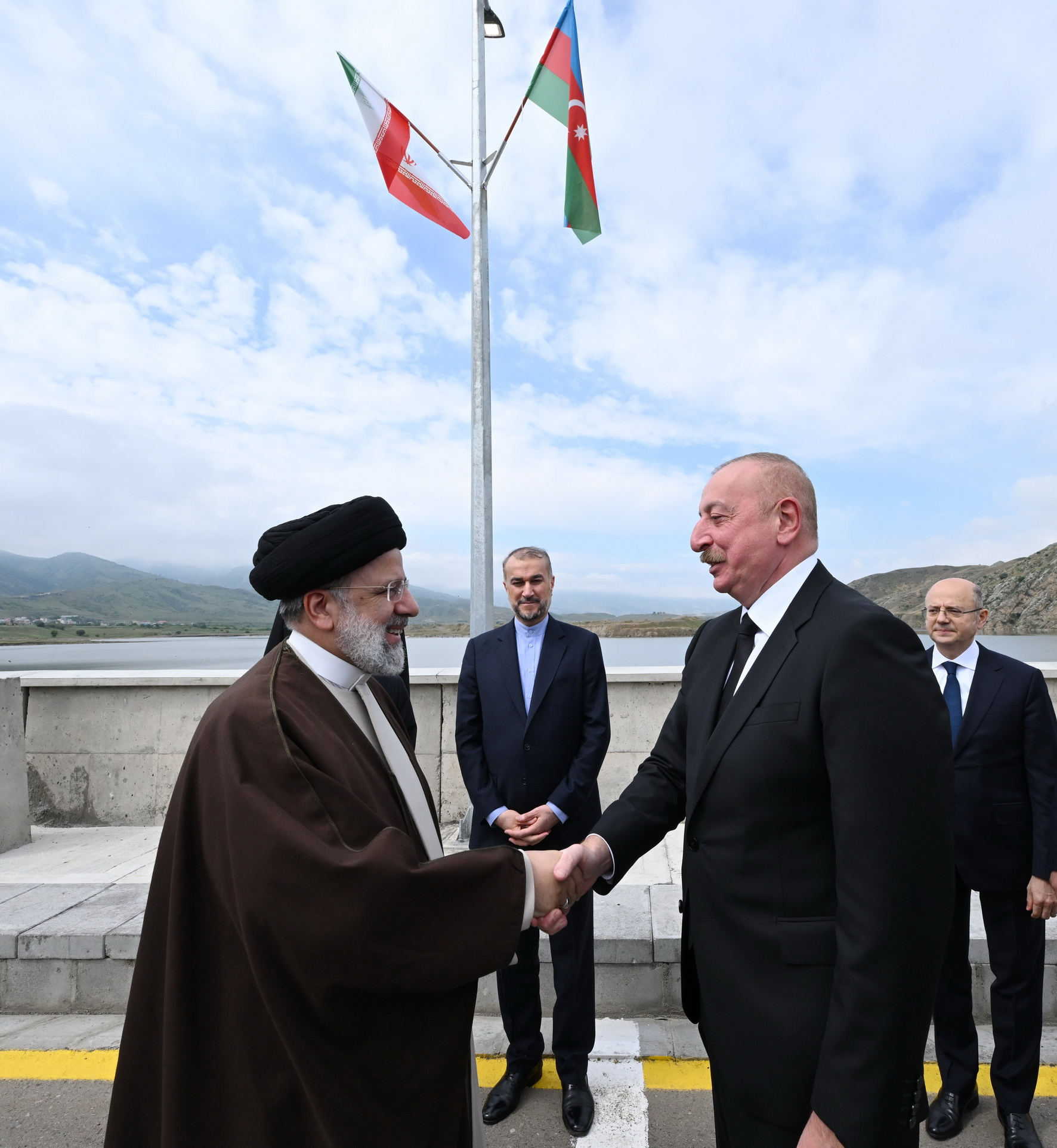
رئيسي مع إلهام علييف على الحدود مع أذربيجان في 19 مايو 2024.

في صباح يوم الأحد 11 ذي القعدة 1445هـ الموافق 19 مايو (أيار) 2024م، زار إبراهيم رئيسي رفقة وزير الخارجية حسين أمير عبد اللهيان، وعدد من المسؤولين، مِنطقةَ الحدود مع أذربيجان، حيثُ لقي الرئيسَ الأذري إلهام علييف، وافتتحا معًا مشروع إنشاء سدٍّ هناك. وعند عودة رئيسي إلى تبريز فُقدت الطائرةُ المِروحية التي كانت تُقِلُّه مع وزير خارجيته وبقية المسؤولين، في حادث وقع لهم قربَ مدينة جلفا على الحدود مع أذربيجان. وبعد أن ظلَّت الطائرة مفقودةً قرابة 12 ساعة، أفادت مجلة ذي إيكونوميست بأنه «من المرجح أن الرئيس الإيراني قد توفي، مع وزير الخارجية حسين أمير عبد اللهيان»، مشيرةً إلى أن الحادث وقع في مِنطقة نائية وأن درجات الحرارة كانت منخفضة في الليل، وهي مِنطقة جبلية كثيفة الضَّباب.
قدمت دولٌ مساعدات لإيران في البحث عن موقع تحطُّم طائرة رئيسي، ومنها تركيا التي أرسلت المسيَّرة بيرقدار آقنجي للبحث عن موقع الطائرة، التي أعلنت بعد انتهاء مهمَّتها أنها نفَّذت عمليةً ناجحة في تحديد موقع حُطام المِروحية باستخدام تقنيات التصوير الحراري. في حين أعلنت الحكومة الإيرانية أن المسيَّرة الإيرانية «سار» هي من كشفت موقعَ حُطام الطائرة، بعد أن جرى استدعاؤها من مهمَّة في شمال المحيط الهندي، ونفت هيئة الأركان العامة للقوات المسلحة الإيرانية أن تكونَ المسيَّرة التركية هي التي وصلت إلى موقع تحطُّم المروحية، وقالت إنها أخفقت بالوصول لها بسبب سوء الأحوال الجوية.
وفي صباح الاثنين 20 مايو 2024، أعلنت التلفزة الرسمية الإيرانية وفاةَ الرئيس إبراهيم رئيسي ووزير الخارجية حسين أمير عبد اللهيان ومسؤولين آخرين، إثر تحطُّم الطائرة المِروحية التي كانت تُقِلُّهم في محافظة أذربيجان الشرقية شمال غربي إيران. وأعلن المرشد الأعلى علي خامنئي الحِدادَ العام في البلاد مدَّة 5 أيام، وجعل اليوم التاليَ إجازةً رسمية في عموم البلاد. وفي هذا اليوم تجمَّع المئات في ساحة ولي العصر في العاصمة طِهران حدادًا على الرئيس، وجرى تشييع مَهِيب استمرَّ ثلاثة أيام حضره عشراتُ آلاف الإيرانيين، وحضر عددٌ من رؤساء الدول والحركات مجلسَ عزاء الرئيس إبراهيم رئيسي ورفاقه، وصلَّى على جنازته آية الله خامنئي ودُفن يوم الخميس 23 مايو في العتبة الرضوية.

## وصلات خارجية
- الموقع الرسمي